# Flaach
Flaach est une commune suisse du canton de Zurich.

## Histoire

Photo aérienne (1954).

- 1264 : La cour Kehlhof faisait reference au monastère de Diessenhofen qui vendait de la bière sur le mont Scholl à Flaach. Plus tard, un descendant de la famille des Kelhof - (qui a été probablement à l'origine du château plus tard) puis du monastère de Töss et des chevaliers Bubikon.
- 1298 : Le pouvoir judiciaire est confie au Roi Albert de Habsbourg au couvent de Rheinau.
- 1368 : Le Schaffhouse (ville et canton en Suisse) Kehlhof est vendu à Hans Junker Fulach.
- 1515/1542 : Ulrich von Fulach a accepté la règle de la cour qui réunit les droits de propriété publique et privée. Il a donc signé un accord avec son beau-père à Waldkirch afin de tenir ses engagements.
- 1520 : Ulrich von Fulach a fait construire un nouveau manoir (avec un sous-sol, un étage à colombages et un à pignons, un toit à quatre versants et à l'étage : une chambre d'angle en bois.
- 1527 : Dans un échange de lettres datant de 1527, on a constaté que le terme « maison de la Fulach à Flaach » a été employé pour la première fois cette année-là.
- 1550/1560 : Le château a subi quelques modifications architecturales mineures.
- 1571 : Hans Peyer de Schaffhouse, le mari de Véronique Fulach achète le château et la Cour de Statuer.
- 1574 : Hans Heinrich et Andreas Peyer (avec leur suite), les maîtres à la Cour sont anoblis à Flaach par l'empereur Maximilien II.
- 1580 : Le manoir a subi une expansion au niveau de l'aile ouest par un bloc de maçonnerie avec pignons à redans.
- 1602 : Tobias Peyer, en devient le propriétaire du manoir.
- 1612 : Tobias Peyer a fait faire de nombreux travaux : notamment la construction d'une aile transversale (celle-ci contient une salle (6 x 15,8 m, hauteur : 3 m) avec un plancher, la reconstruction de l'aile ouest. Les deux pièces sont montées sur les deux côtés avec pignons à redans et l'ensemble du château est remplacé par un plâtre.
- 1634/1644 : Modifications du règlement concernant les droits de propriétés en 1636 et en 1644 par Conrad Rink Wild Mountain, (fils de Hans Peyer).
- 1661 : Hofbrunn est un établissement de la crête alliance surmonte d'une statue en forme de lion et de patinoire. On y trouve aussi un bassin construit en 1661.

## Monuments
- Château de Flaach[3]